# 格奥尔基·乌古拉瓦
格奥尔基·乌古拉瓦（1975年8月15日—），格鲁吉亚政治人物，2005年7月12日至2013年12月22日曾擔任提比里斯首任民選市長。

## 生平
1975年8月，格奥尔基·乌古拉瓦生于第比利斯市。1998年毕业于第比利斯国立大学。